# UTC-08:00

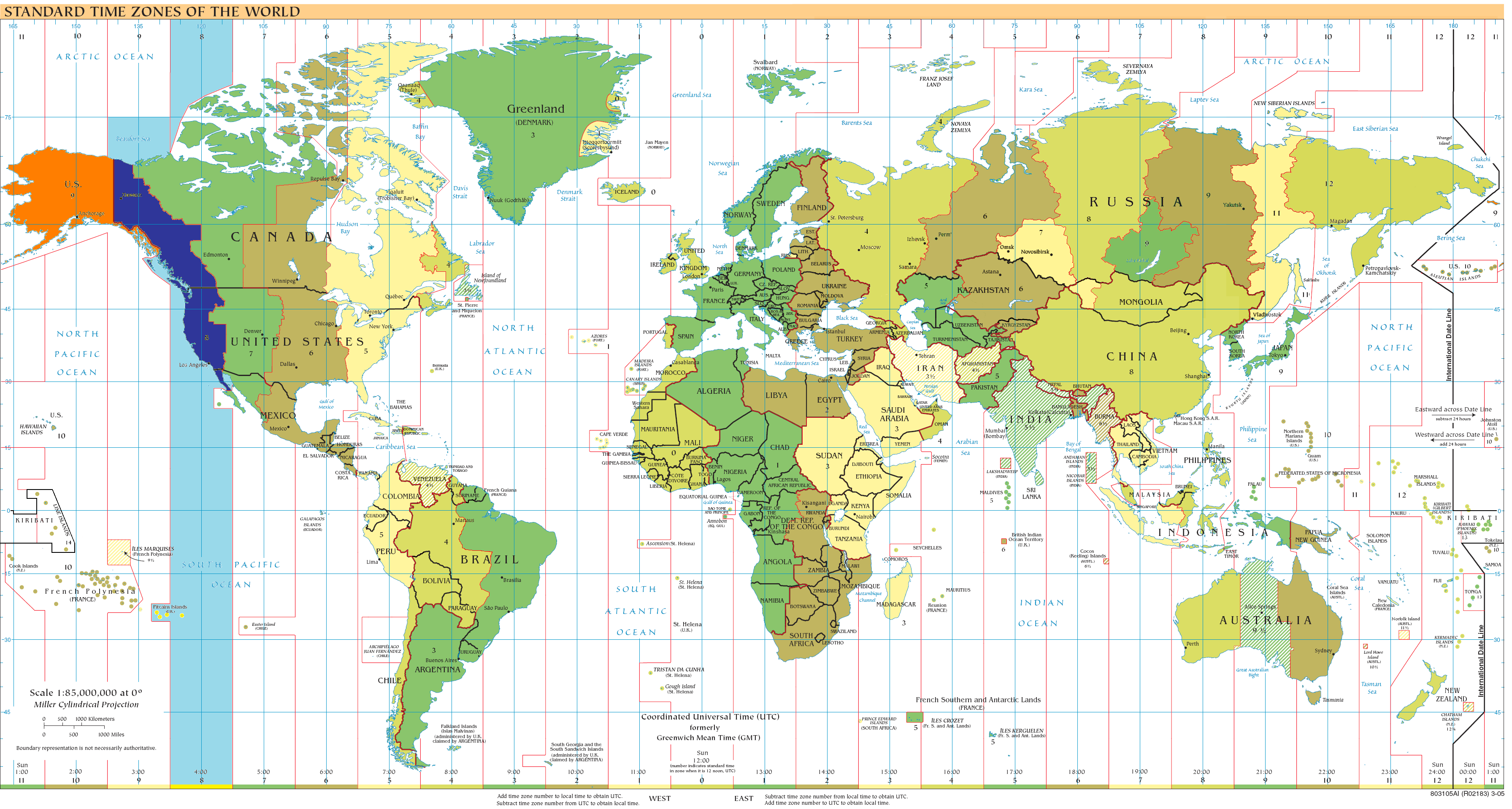
UTC-08:00

UTC-08:00 (U – Uniform) – strefa czasowa, odpowiadająca czasowi słonecznemu południka 120°W.
W strefie znajduje się m.in. Los Angeles, Mexicali, Portland, San Diego, San Francisco, San Jose, Seattle, Tijuana i Vancouver.

## Strefa całoroczna
Australia i Oceania:
- Wyspa Clippertona
- Pitcairn

## Czas standardowy (zimowy) na półkuli północnej
Ameryka Północna:
- Kanada (większość prowincji Kolumbia Brytyjska)
- Meksyk (stan Kalifornia Dolna)
- Stany Zjednoczone (stany Kalifornia i Waszyngton, większość stanów Nevada i Oregon oraz północna część stanu Idaho)

## Czas letni na półkuli północnej
Ameryka Północna:
- Stany Zjednoczone (Alaska bez zachodniej części Aleutów)